# SNAV Sirius
Lo SNAV Sirius è un HSC appartenente alla compagnia di navigazione italiana SNAV. 

## Servizio
Costruito nei cantieri navali Intermarine di Messina e consegnato il 27 luglio 2024 all'italiana SNAV, prende servizio pochi mesi dopo nel Golfo di Napoli, nei collegamenti tra Napoli e Capri.

## Navi gemelle
- SNAV Polaris